# 圣朱莉 (安省)
圣朱莉（法語：Sainte-Julie，法語發音：[sɛ̃t ʒyli]）是法国东部安省的一个市镇，属于贝莱区。

## 地理
圣朱莉（45°53'24"N, 5°16'42"E）面积11.15 平方千米，位于法国奥弗涅-罗讷-阿尔卑斯大区安省，该省份为法国东部省份，北起汝拉省，西北接索恩-卢瓦尔省，西接罗讷省和里昂大都会，南至伊泽尔省，东与萨瓦省、上萨瓦省和瑞士接壤。
与圣朱莉接壤的市镇（或旧市镇、城区）包括：安河畔沙泽、拉尼约、圣维尔巴。

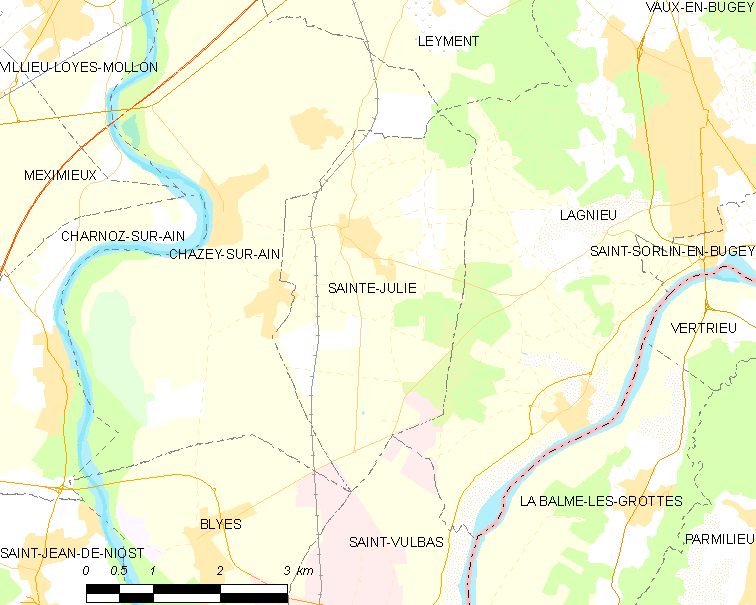
的OSM定位图

圣朱莉的时区为UTC+01:00、UTC+02:00（夏令时）。

## 行政
圣朱莉的邮政编码为01150，INSEE市镇编码为01366。

## 政治
圣朱莉所属的省级选区为拉尼约县。

## 人口

1962-2008年间人口变化图示

圣朱莉于2022年1月1日时的人口数量为1092人。